# Michel Jalakh
Michel Jalakh (Baouchrieh, 27 agosto 1966) è un arcivescovo cattolico libanese appartenente alla Chiesa maronita, dal 15 febbraio 2023 segretario del Dicastero per le Chiese orientali e dall'8 marzo 2024 arcivescovo titolare di Nisibi dei Maroniti.

## Biografia
Dopo aver frequentato il seminario, il 15 agosto 1983 è entrato a far parte dell'Ordine antoniano maronita.
Il 10 agosto 1991 è stato ordinato presbitero. Ha proseguito gli studi ecclesiastici studiando filosofia e teologia presso la Pontificia università "San Tommaso d'Aquino" e conseguendo successivamente un dottorato in ecclesiologia nel 2008 presso il Pontificio istituto orientale di Roma.
Nel 1993 è stato nominato economo dei beni del suo ordine di Roma, in seguito procuratore generale presso la Santa Sede, mentre nell'aprile 2013 è stato eletto segretario generale del consiglio delle Chiese del Medio Oriente; ha mantenuto l'incarico fino al 2018.
Dal 2017 al 2023 ha ricoperto il ruolo di rettore dell'Antonine University di Baabda.
Il 15 febbraio 2023 papa Francesco lo ha nominato segretario del Dicastero per le Chiese orientali; nel medesimo dicastero aveva già prestato servizio come addetto di segreteria dal 2000 al 2008.
Dal 23 gennaio 2024 è consultore del Dicastero per la promozione dell'unità dei cristiani.
L'8 marzo 2024 è stato nominato arcivescovo titolare di Nisibi dei Maroniti. L'8 giugno seguente ha ricevuto l'ordinazione episcopale dal cardinale Béchara Boutros Raï, patriarca di Antiochia dei Maroniti; co-consacranti il cardinale Claudio Gugerotti e gli arcivescovi Paul Abdel Sater e Antoine Farès Bou Najem.

## Genealogia episcopale
La genealogia episcopale è:
- Patriarca Youhanna Bawab
- Patriarca Jirjis Rizqallah
- Patriarca Stefano Douayhy
- Patriarca Yaaqoub Boutros Awwad
- Patriarca Semaan Boutros Awwad
- Patriarca Youssef Boutros Estephan
- Patriarca Youhanna Boutros Helou
- Patriarca Youssef Boutros Hobaish
- Patriarca Boulos Boutros Massaad
- Patriarca Elias Boutros Hoayek
- Patriarca Antoun Boutros Arida
- Cardinale Paul Pierre Méouchi
- Cardinale Nasrallah Pierre Sfeir
- Cardinale Béchara Boutros Raï, O.M.M.
- Arcivescovo Michel Jalakh, O.A.M.

## Opere
- Michel Jalakh, Ecclesiological Identity of the Eastern Catholic Churches: Orientalium Ecclesiarum 30 and Beyond, Edizioni Orientalia Christiana, 2014,  pp. x, 352, ISBN 978-8872103906.